# Oasis (cheval)
Pour les articles homonymes, voir Oasis (homonymie).
Oasis (1996-2007) (ex Incas de l'Oasis) est un hongre Selle français d’obstacle ayant évolué d’abord sous la selle de Olivier Robert avant d’être confié à Rodrigo Pessoa. Rapidement remarqué pour son grand talent, des millions de dollars furent proposés pour son rachat. Très présent sur la scène internationale, il meurt des suites d'une rhinopneumonie dans l'écurie de ses propriétaires, Nelson et Rodrigo Pessoa, le 24 mai 2007.

## Palmarès
- 2006 : vainqueur du nouveau Jumping de Bruxelles[3]
- 2007 : Vainqueur de l'étape Coupe du Monde de Bruxelles sous la selle de Rodrigo Pessoa
- 2007 : Vainqueur du Grand-Prix de Lanaken sous la selle de Rodrigo Pessoa
- 2007 : Vainqueur du CSI***** de Paris.